# Pabianice

Pabianices stadsvapen

Pabianice (pabbja'nitse) är en stad i mellersta Polen med 71 313 invånare (2004) och är praktiskt taget en del av Łódź stadsområde utan att tillhöra storstaden.

## Historia
Staden, ursprungligen en bondby, var känd redan 1085 och tillhörde hertigarna av Masovien. Under andra hälften av 1100-talet övergick den till domkapitlet i Krakow. Byn fick större betydelse under senare delen av 1300-talet, eftersom den blev huvudsäte för förvaltningen av de kyrkliga godsen i Masovien. Omkring 1342 fick Pabianice stadsrättigheter och sitt vapen, som liknar Sveriges Tre Kronor. Under 1600-talet hade staden 1 100 invånare. Deras antal sjönk till 300 under första hälften av 1700-talet efter Karl XII:s polska fälttåg.
Största uppsvinget för staden kom efter 1815 i samband med uppbyggnaden av textilindustrin i Kongresspolen. Tidvis (1848) bodde där 34% inflyttade tyska specialister som arbetade i textilfabrikerna i ledande positioner. Deras antal sjönk till 10% år 1918 vid 48 000 invånare. Staden hade också en betydande judisk befolkning (1849: 15%, 1939: 18%).